# Jean Le Tavernier
Jean Le Tavernier fue un pintor de manuscritos ilustrados activo en el segundo tercio del siglo xv en Flandes. Originario de la ciudad de Oudenaarde, trabajó junto al duque Felipe III de Borgoña para quien produjo varios manuscritos.

## Biografía
Jean Le Tavernier es uno de los pocos pintores de esta época para quien los historiadores han identificado manuscritos que todavía se conservan y para los que tienen fuentes sobre su vida y actividades. Sin duda, pertenece a una generación de pintores. Tres hermanos, Gillis de Tavernier de Beeldmaker (documentado desde 1428-1452), Geraerd (desde 1440-1475) y Jakob (1428-1454) son mencionados como ciudadanos de la ciudad flamenca de Oudenaarde y en varias ocasiones al servicio del duque. Jean o Jan, fue sin duda el hijo bastardo de este último, mencionado así en 1450 cuando se convirtió en miembro de la guilda de Saint-Georges de la ciudad. En 1456, hizo una solicitud oficial de legitimación a las autoridades de Borgoña. En 1458 se casó con Jorine, hija bastarda también de un gran burgués de la ciudad Arend Cabilliau, y con quien tuvo dos hijos, Coppin y Arekin. Murió repentinamente y muy endeudado a principios de 1462. Sus hijos tuvieron que renunciar a su herencia.

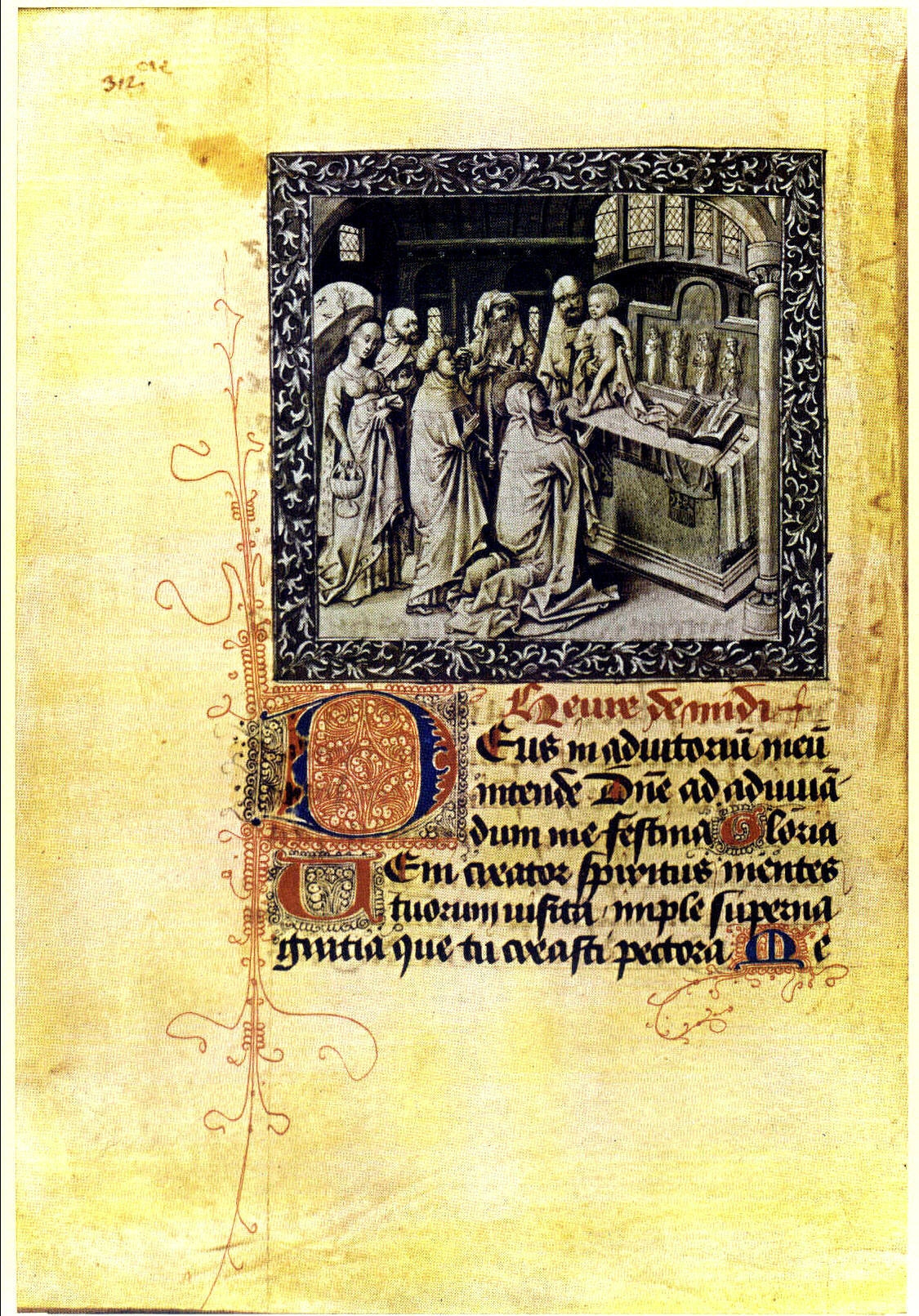
Libro de horas de Felipe el Bueno: presentación de Cristo en el templo.

Jean Le Tavernier ha sido confundido durante mucho tiempo con otro Jean Tavernier, reconocido pintor de la ciudad de Tournai en 1434 y que intentó establecerse en Gante en 1441. De hecho, uno detectó en su pintura una influencia de Robert Campin, el gran maestro de la pintura de Tournai. Pero ningún manuscrito atribuido puede relacionarse con una actividad en Tournai, a diferencia de la ciudad de Oudenaarde. Esta influencia campiniana podría ser más indirecta: Jean Le Tavernier podría haber estado aprendiendo con otro pintor que vivía en Oudenaarde, Saladin de Stoevere, sobrino nieto de Jan de Stoevere, aprendiz de Robert Campin.
Jean Le Tavernier participó en febrero de 1454 a una delegación de Oudenaarde que participó en la decoración del Banquete del Faisán organizado en Lille por Felipe III de Borgoña. Jean Le Tavernier es mencionado en 1455 en los relatos de los duques de Borgoña como receptor del pago por la realización de 1200 letras en oro. Recibió esta suma gracias a la intervención de Jean Miélot, escriba y compilador que produjo un gran número de libros para el duque. Los dos hombres colaboraron juntos en el diseño de un gran número de obras, fechadas entre 1449 y 1461. En 1460, Jean Le Tavernier recibió un pago por la realización de las grisallas de un Libro de Carlomagno. Es esta obra, ahora conservada en la Biblioteca Real de Bélgica, que permitió la identificación del pintor y parte de su obra.

## Obras atribuidas
A Jean Le Tavernier y a su taller se le atribuyen más de veinte manuscritos ilustrados. Los principales son:
- Libro de horas de Felipe el Bueno, Biblioteca Real Neerlandesa, c. 1450-1460, 76F2
- Conquistas y crónicas de Carlomagno, 1460, dos volúmenes, Biblioteca Real de Bélgica (KBR), hacia 1458-1460, manuscrito 9066-9068
- Libro de horas, Biblioteca Real de Bélgica, ms. IV 1290
- Los milagros de Notre Dame, de Jean Miélot, Biblioteca Nacional de Francia, Fr 9198
- Tratado sobre la oración dominical, Jean Miélot, después de 1457, KBR, ms. 9092
- Libro de horas para el uso de Roma, BNF, NAL 3225 (9 miniaturas)
- Breviario de Felipe el Bueno, parte de invierno, KBR, ms 9511
- La Ciudad de Dios, Biblioteca nacional y universitaria de Estrasburgo, ms 523
- Misal para uso franciscano, Mondovì, Archivio capitolare
- Asesor directivo para realizar el pasaje d'oultre-mer, manuscrito de tres textos latinos traducidos por Jean Miélot, 3 miniaturas de página completa y 3 de media página, Biblioteca Nacional de Francia.